# Verónica Toussaint
Verónica Eréndira Toussaint Rincón Gallardo (Monterrei, Nuevo León, 15 de março de 1976 — Cidade do México, 16 de maio de 2024) foi uma atriz, comediante e apresentadora mexicana. Começou sua carreira como atriz aos 24 anos na telenovela Cara o cruz, ao lado de Ana de la Reguera, em 2001. 
Ficou mundialmente conhecida graças ao seu personagem "Flor" no filme Urso Polar de 2017. a qual a rendeu o Prémio Ariel na categoria de melhor co-atuação feminina. Em 2021, ela compartilhou publicamente que enfrentava um câncer de mama.

## Morte
Em 16 de maio de 2024, após ficar internada por dez dias em um hospital na Cidade do México, Toussaint morreu aos 48 anos devido ao câncer de mama que sofria.

## Filmografia

### Cinema
| Ano  | Título                                     | Papel                   | Notas                              |
| ---- | ------------------------------------------ | ----------------------- | ---------------------------------- |
| 2003 | The Brothers Garcia: Mysteries of the Maya | Recepcionista           | Telefilme                          |
| 2004 | Conejo en la luna                          | Senhora da Embaixada    |                                    |
| 2006 | Amor xtremo                                | Betty                   |                                    |
| 2007 | Fidelitas                                  | Personagem desconhecido | Cortometraje                       |
| 2008 | La luz de la oscuridad                     | Helena                  | Cortometraje                       |
| 2008 | Erótica: Luz de Luna                       | Susana                  | Acreditada como Verónica Toussaint |
| 2009 | El Titan                                   | Date                    | Cortometraje                       |
| 2017 | Oso polar                                  | Flor Pastrana           |                                    |
| 2017 | Cuernavaca                                 | Joven reportera         |                                    |
| 2021 | Cosas imposibles                           | La cantante             |                                    |
| 2023 | Papá o mamá                                | Alejandra               |                                    |

### Dublagem
| Ano  | Título                  | Papel     | Atriz dublada    | Notas            |
| ---- | ----------------------- | --------- | ---------------- | ---------------- |
| 2019 | Abominable              | Dra. Zara | Sarah Paulson    | Película animada |
| 2020 | Dolittle                | Tutu      | Marion Cotillard |                  |
| 2022 | DC League of Super-Pets | Merton    | Natasha Lyonne   | Película animada |
| 2024 | Kung Fu Panda 4         | Zhen      | Awkwafina        | Película animada |

### Televisão
| Ano       | Título                              | Papel                   | Notas                                                                                   |
| --------- | ----------------------------------- | ----------------------- | --------------------------------------------------------------------------------------- |
| 2001      | Cara o cruz                         | Alejandra               |                                                                                         |
| 2004      | Amarte es mi pecado                 | Jazmín                  |                                                                                         |
| 2004      | The Brothers García                 | Recepcionista           | Temporada 3, episódio 12: «When the Time Comes»                                         |
| 2007      | 13 miedos                           | Carmen                  | Temporada 1, episódio 7: «Nuevo comienzo»                                               |
| 2008      | La doble vida                       | Mariana                 | Tres episódios                                                                          |
| 2009      | Hermanos y detectives               | Personagem desconhecido | Temporada 1, episódio 9: «Muerte en escena»                                             |
| 2010      | Capadocia                           | Sonia                   | Temporada 2, episódio 7: «Señor, ¿por qué me has abandonado?»                           |
| 2010      | Sexo entre cuatro                   | Ela mesma               | Apresentadora                                                                           |
| 2014      | Impractical Jokers Mexico           | Ela mesma               |                                                                                         |
| 2016-2020 | ¡Qué importa!                       | Ela mesma               |                                                                                         |
| 2018      | Comedy Central Duelo de Comediantes | Ela mesma               | 6 episódios                                                                             |
| 2019      | LOL: Last One Laughing              | Ela mesma               | 6 episódios, participante finalista                                                     |
| 2019-2020 | D-Generaciones                      | Ela mesma               | Apresentadora                                                                           |
| 2020      | Backdoor                            | Personagem desconhecido | Temporada 1, episódio 67: «El que ríe último»                                           |
| 2020      | Miembros al aire                    | Ela mesma               | Invitada                                                                                |
| 2020      | La Culpa es de La Malinche          | Ela mesma               | 13 episódios                                                                            |
| 2020      | Ariel 62                            | Ela mesma               | Apresentadora                                                                           |
| 2020-24   | ¡Qué chulada!                       | Ela mesma               | Apresentadora                                                                           |
| 2022      | Los Hermanos Salvador               | Inspetora Zamora        | Temporada 1, episódio 1: «El regreso de los Hermanos Salvador, Parte 1»                 |
| 2022      | Madre Solo hay Dos                  | Tamara                  | Acreditada como Verónica Toussaint Temporada 3, episódio 6: «Perderse para encontrarse» |
| 2022      | Divina Comida México                | Ela mesma               | Apresentadora, 4 episódios                                                              |
| 2022      | El minuto que cambió mi destino     | Ela mesma               | Entrevista biográfica                                                                   |

### Videoclipes
| Ano  | Título   | Artista          | Papel                   |
| ---- | -------- | ---------------- | ----------------------- |
| 2019 | Railroad | Three Maze Stone | Personagem desconhecido |